# Everyday Carry

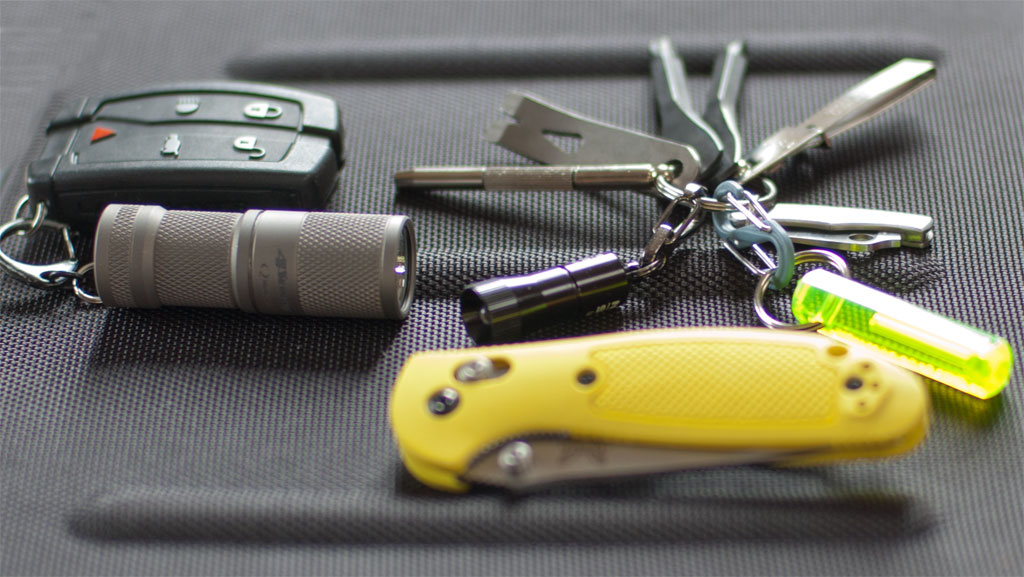
Beispiel mehrerer EDC

Everyday carry (EDC) bezeichnet beständig mitgeführte Gegenstände, die bei der Bewältigung von alltäglichen bis hin zu gefährlichen Situationen nützlich sind.
Elemente des EDC sind (Taschen-)Messer, auch Multi-Tool, Schreibstift, Taschenlampe, Geldbörse mit Notfallgeld und Ausweispapieren, Feuerzeug, Uhr, Mobiltelefon/Smartphone und Schlüsselanhänger.
EDC-Gegenstände passen normalerweise in eine Tasche oder einen Taschenorganizer, weitere Ausrüstung wie leichte Wärmebekleidung und Wind-Nässeschutzbekleidung in einen kleinen Rucksack. Wert wird auf Nützlichkeit, Erreichbarkeit und Zuverlässigkeit der Gegenstände gelegt. Mit dem Begriff EDC wird auch die Grundeinstellung zu einer ständigen Bereitschaft (englisch preparedness) verbunden, die mit der Auswahl und dem Transport dieser Gegenstände einhergeht.
Überschneidungen bestehen zum Inhalt eines Notgepäck zum Einsatz nach einem Katastrophenfall, eines Survival kit und den Ten essentials, die zur Ausrüstung von Bergwanderern und anderen Personen gehören sollten, die in der Natur oder Wildnis unterwegs sind.